# 5367 Золленберґер
5367 Золленберґер (5367 Sollenberger) — астероїд головного поясу, відкритий 13 жовтня 1982 року.
Тіссеранів параметр щодо Юпітера — 3,201.